# ナツイロココロログ
『ナツイロココロログ』は、Heartsより2016年5月27日に発売された18禁美少女アドベンチャーゲーム。2017年3月24日には続編の『ナツイロココロログHappySummer』が発売された。
2018年4月26日にdramatic createよりPlayStation Vita版が発売。

## ストーリー
主人公である臣苗嘉人は先輩の名城綺新に格闘ゲームの勝負を挑まれるが負けて彼女が部長を務める電脳研究部に入部して開発中の恋愛シミュレーションゲームのテスターを引き受けるが、ゲームに登場する女子アバターの中身は、電脳研究部の女子部員達で彼女達には、恋愛対象になる男子アバターの中身は嘉人の性格を真似たAIであると知らされているので普段は嘉人には見せない一面を見せるようになる。

## 登場人物
臣苗 嘉人 （おみなえ よしと）
声：なし
身長：180cm
本作の主人公。格闘ゲームには自信がある私立芦ノ宮学園の2年生だが、部長である名城 綺新との勝負に負けて電脳研究部に入部して早々に副部長に就任してさらにND型恋愛ゲームの試験に参加する。
常磐 久遠 （ときわ くおん）
声：蓬かすみ
身長：156cm
私立芦ノ宮学園の2年生。生徒会副会長であり、主人公とは幼い頃から家族ぐるみの付き合いがある資産家の娘。電脳研究部に入部した表向きの理由は動向を調査するという理由だったが、実際にはゲームが好きだから入部した。
臣苗 鈴 （おみなえ りん）
声：鹿野まなか
身長：150cm
私立芦ノ宮学園の 1年生。 主人公の実妹でしっかり者でゲームは得意ではないが、兄に勧められ電脳研究部に入部する。
名城 綺新 （なぎ きさら）
声：かわしまりの
身長：160cm
私立芦ノ宮学園の3年生。電脳研究部の部長で主人公に格闘ゲームで勝ち、電脳研究部に勧誘した。格闘ゲームだけでなく実際の格闘技にも秀でる。
七国 小都音 （ななくに ことね）
声：八尋まみ
身長：148cm
私立芦ノ宮学園の1年生。花を育てるのが好きな女の子でクラスメイトで友人の臣苗鈴に勧誘されて電脳研究部に入部した。
梅宮 香奈恵 （うめみや かなえ）
声：橘まお
身長：157cm
私立芦ノ宮学園の数学教師で、主人公のクラス担任でプログラミングの天才で電脳研究部の顧問。
梅宮 椎菜 （うめみや しいな）
声：鶴屋春人
身長：155cm
私立芦ノ宮学園の一年生。香奈恵の実弟で、メカニックの天才で鈴や小都音のクラスメイト。
エウ君
声：結衣菜
身長：30cm
“electronic world connection device（略称：EWCD）”という正式名称の梅宮姉弟が開発したマスコット型のサポートメカで電脳開発部のマスコットキャラになっている。

## スタッフ
- キャラクターデザイン・原画 - 白もち桜、ぺろ（SD原画）
- シナリオ - にっし～、樹原新、藤井リルケ、仙道佳帆
- 音楽 - ALVINE、サウンドテラ